# Ragnar Skanåker
Ragnar Skanåker (Stora Skedvi, 8 giugno 1934) è un ex tiratore a segno svedese.
Vanta sette partecipazioni ai Giochi olimpici e quattro medaglie conquistate nel tiro a segno.

## Partecipazioni olimpiche
1. Monaco di Baviera 1972
2. Montréal 1976
3. Mosca 1980
4. Los Angeles 1984
5. Seul 1988
6. Barcellona 1992
7. Atlanta 1996

## Palmarès
- Oro a Monaco di Baviera 1972 (pistola 50 m)
- Argento a Los Angeles 1984 (pistola 50 m)
- Argento a Seul 1988 (pistola 50 m)
- Bronzo a Barcellona 1992 (pistola 50 m)